# Царыньске
Царыньске (пол. Caryńskie) — деревня на юго-востоке Польши. Административно входит в состав Бещадского повета, который в свою очередь является частью Подкарпатского воеводства.

## История
Согласно исследованию польского историка Адама Фастнахта, деревня Царыньске была основана в 1620 году. Однако люди вели здесь сельскохозяйственные работы ещё задолго до её основания, так как территория будущей деревни являлась пахотными землями, входящими в состав соседнего села Дверник. О чём, помимо прочего, свидетельствует название деревни Царыньске, происходящее от старинного слова «царына» (пол. caryna), которое означало «сельскохозяйственные угодья». Деревня была основана в соответствии с нормами валашского права, подразумевавшего деление территории деревни на параллельные полосы, что обуславливало расположение первых построек одной длинной линией (цепью) вдоль близлежайшего ручья, так называемой «ланцюговкой» (łancuch в переводе с пол. — «цепь»).
Первые несколько десятилетий существования деревни пришлись на период череды стихийных бедствий, крестьянских восстаний, многочисленных разбоев и разрушительных военных действий. Экономический упадок и массовое бегство крестьян привели к резкому сокращению населения в Царыньске и соседних сёлах. Жители Царыньске смогли смягчить последствия кризиса за счёт активного освоения плодородных земель у подножия близлежайшего горного хребта Полонина-Царыньска. После вхождения Царыньске в состав Австрии во второй половине XVIII века экономическая ситуация только усугубилась, так как и без того малоимущих крестьян обложили дополнительными налогами. Переломным моментом стала середина XIX века, когда после отмены крепостного права в Австрии крестьяне освободились от помещичьей зависимости и стали полноправными собственниками земли.
В конце XIX века Царыньске вместе с собственным присёлком под названием Насичне входила в округ Лиско Королевства Галиции и Лодомерии.
Во время Первой мировой войны Царыньске практически не пострадала от боевых действий. Основной ущерб был нанесён в процессе прохода через деревню солдат воюющих армий, которые разбирали дома на стройматериалы, реквизировали скот и продольствие, а также являлись распространителями инфекционных болезней. Разрушительные последствия мировой войны усугубились оттоком населения из Царыньске в США и Канаду и сокращением поголовья скота.

## Население
| 1895 | 1900 | 1904 | 1910 | 1921 | 1926 | 1931 |
| ---- | ---- | ---- | ---- | ---- | ---- | ---- |
| 464  | ↘423 | ↘417 | ↗493 | ↘402 | ↗439 | ↘431 |
| 1938 | 1943 | 1998 | 2002 | 2009 | 2011 | 2021 |
| ↗503 | ↘374 | ↘5   | ↘2   | ↘0   | →0   | ↗5   |